# Heinrich Schade
Heinrich Schade (* 15. Juli 1907 in Kiel; † 10. Dezember 1989) war ein deutscher Mediziner, Rassenhygieniker, Humangenetiker und Hochschullehrer.

## Leben
Heinrich Schade war der Sohn des Arztes und Physikochemikers Heinrich Karl Wilhelm Schade (1876–1935). Dieser wendete ab etwa 1905 bahnbrechend die physikalische Chemie auf Physiologie und Pathologie an. Nach dem Ende der Schullaufbahn absolvierte Heinrich Schade ein Medizinstudium an den Universitäten Ludwig-Maximilians-Universität München, Rheinischen Friedrich-Wilhelms-Universität Bonn und der Christian-Albrechts-Universität zu Kiel. Er war seit 1928 Mitglied des Corps Franconia München. In Kiel wurde Schade 1932 zum Dr. med. promoviert. Anschließend war er Medizinalassistent in München und Königsberg i. Pr. Noch vor der Machtergreifung war er 1931 der Nationalsozialistischen Deutschen Arbeiterpartei (NSDAP) und der Sturmabteilung (SA) beigetreten. Von der SA wechselte er später zur Schutzstaffel, in der er 1944 zum SS-Sturmbannführer aufstieg. Er absolvierte vom 1. November 1934 bis 1. Juli 1935 den ersten rassehygienischen Lehrgang am Kaiser-Wilhelm-Institut für Anthropologie, menschliche Erblehre und Eugenik (KWI-A). Danach war Schade bis 1939 Assistent Otmar von Verschuers und Oberarzt am Institut für Erbbiologie und Rassenhygiene der Johann-Wolfgang-Goethe-Universität Frankfurt am Main. In dieser Funktion trat Schade auch als Gutachter für heimlich durchgeführte Zwangssterilisierungen sogenannter Rheinlandbastarde auf. Schade habilitierte sich 1939 mit einer Schrift über die erbbiologische Erfassung der Bevölkerung der hessischen Schwalm und war anschließend als Dozent für „Erbbiologie und Rassenhygiene“ an der Universität Frankfurt/M. beschäftigt.
Im Zweiten Weltkrieg wurde Schade zum Heer (Wehrmacht) eingezogen. Im Dezember 1942 erhielt Schade eine Anstellung als Oberarzt unter von Verschuer am KWI-A, die er jedoch kriegsbedingt zunächst nicht antreten konnte. Spätestens Anfang 1944 war er in Berlin stationiert und konnte sich daher am KWI-A im Rahmen eines Forschungsauftrages mit Auswertungsarbeiten zu seinem Habilitationsthema beschäftigen. Zudem trat er als Gutachter für das Reichssippenamt (zuvor Reichsstelle für Sippenforschung) auf. Später folgte jedoch wieder ein Fronteinsatz und Schade geriet bei Kriegsende in jugoslawische Kriegsgefangenschaft.
Nach Entlassung aus der Kriegsgefangenschaft war Schade ab 1950 freiberuflich für die Erstellung von Vaterschaftsgutachten tätig, zugelassen von der Deutschen Gesellschaft für Anthropologie. Ab 1952 war er als Lehrbeauftragter (Diätendozent) an der Universität Münster bei Otmar von Verschuer, dem Leiter des Instituts für Humangenetik, beschäftigt und wechselte 1954 als außerplanmäßiger Professor für Humangenetik an die Westfälische Wilhelms-Universität Münster. 1961 gehörte er dem Beratungsgremium der Zeitschrift Mankind Quarterly an. Von 1965 bis 1974 leitete er das Institut für Humangenetik und Anthropologie an der Medizinischen Akademie Düsseldorf, die ihn 1966 zum o. Professor berufen wurde. Schade war Autor zahlreicher Publikationen, darunter die 1974 erschienene Schrift  Völkerflut und Völkerschwund. Zudem gehörte er der Deutschen Akademie für Bevölkerungswissenschaft an. In der Auseinandersetzung um die Umbenennung der Universität Düsseldorf in Heinrich-Heine-Universität Düsseldorf gehörte Schade zu den Gegnern der Umbenennung. Schade war im Juni 1981 Mitunterzeichner des  fremdenfeindlichen und rassistischen Heidelberger Manifests.